# Maria Gościniak
Maria Gościniak (ur. 14 sierpnia 1990 w Kołobrzegu) – polska szachistka, mistrzyni FIDE od 2009 roku.

## Kariera szachowa
Jest wielokrotną medalistką mistrzostw Polski juniorek w różnych kategoriach wiekowych: złotą (Łeba 2008 – MP do 18 lat) oraz czterokrotnie srebrną (Kołobrzeg 2008 – MP do 10 lat, Kołobrzeg 2002 – MP do 12 lat), Łeba 2006 – MP do 16 lat oraz Łeba 2007 – MP do 18 lat). Była również medalistką mistrzostw Polski w szachach szybkich i błyskawicznych.
Reprezentowała Polskę na mistrzostwach świata i Europy juniorek  (najlepszy wynik: Szybenik 2007, ME do 18 lat – VII miejsce). W 2008 r. zdobyła w Szeged tytuł drużynowej mistrzyni Europy juniorek do 18 lat, jak również złoty medal za indywidualny wynik na II szachownicy.
W 2010 r. wystąpiła w rozegranym w Warszawie finale indywidualnych mistrzostw Polski, zajmując 14. miejsce.
Najwyższy ranking w dotychczasowej karierze osiągnęła 1 listopada 2009 r., z wynikiem 2188 punktów zajmowała wówczas 21. miejsce wśród polskich szachistek.